# 난코쿠시
난코쿠시(일본어: 南国市)은 일본 고치현의 시이며 고치시 동쪽에 인접한 고치현 제2의 도시이다. 1959년 10월 1일에 시로 승격하였다.

## 개요
고치현 중동부에 위치하고 현청 소재지인 고치시의 동쪽에 위치한다. 중심지는 고멘(後免)으로 여기에 시청 등 행정 시설과 상업 시설이 집중하고 있다. 고치현에서는 두 번째로 인구가 많지만 도도부현 제2의 도시로는 일본에서 가장 인구가 적다.
시코쿠 산지가 끝나고 고치 평야가 열리는 장소에 해당하여 고치현의 하늘·육지 관문이 되고 있다. 고치 공항이 있고 철도는 도사선·도사덴 교통·도사쿠로시오 철도가 지난다. 또 도로로는 고치 자동차도가 지나고 시코쿠 북부 방면에서 국도 32호선, 무로토곶 방면에서 국도 55호선, 도쿠시마 방면에서 국도 195호선이 만나는 교통의 요충지이다.

## 지리
북부는 시코쿠 산지 남단에 위치해 산림을 이룬다. 또 남부는 고치 평야가 펼쳐져 태평양과 접한다. 고난시와의 경계로 모노베강이 북쪽에서 남쪽으로 흘러 태평양으로 빠져나간다. 또 고쿠분강과 노나카 겐잔의 신전 개발에 의해 만들어진 후나이리강이 시의 중앙부를 동쪽에서 서쪽으로 흘러 고치시에서 우라도만으로 흘러든다.

## 인접하는 자치체
- 고치시
- 가미시
- 고난시
- 나가오카군 모토야마정
- 도사군 도사정

## 역사
- 나라 시대인 741년에 이곳에 고쿠분지가 건립되고 도사국 국부가 놓여 도사 지방의 중심지가 되었다.
- 헤이안 시대인 930년에 기노 쓰라유키가 도사 고쿠슈로 부임해 "도사 일기"를 저술한 것으로 유명하다.
- 센고쿠 시대에는 조소카베씨가 본거지로 오코성을 지어 조소카베 모토치카는 이곳을 시코쿠 통일의 발판으로 삼았다.
- 에도 시대 초기에는 도사번 가로로 활약한 노나카 겐잔이 신전 개발을 했다. 신전의 중심부에 상업권을 만들어 그 마을 만들기에 관련된 입식자에게는 연공·역무를 면제해 지역 이름이 "고멘"(後免)으로 불리게 되었다.
- 1959년 10월 1일에 나가오카군 고멘정·가초촌·노다촌·오코촌, 가미군 이와촌 등 5개 정촌이 합병하면서 시로 승격해 난고쿠시가 되었다.

## 경제
임업과 제탄업이 번성하고 여기서 발전한 해운업이 중심이었다. 현재는 산업 구조의 변화와 함께 하우스 농업이나 원예업에도 힘을 쓰고 있다.

## 교통

### 공항
- 고치 공항

### 철도
- 시코쿠 여객철도 도산선
- 도사쿠로시오 철도 아사선
- 도사덴 교통 고멘선

### 도로
- 고치 자동차도
- 국도 제32호선
- 국도 제55호선
- 국도 제195호선

## 인구
| 연도                          | 인구   | ±%    |
| ----------------------------- | ------ | ----- |
| 1960                          | 41,798 | —     |
| 1965                          | 41,237 | −1.3% |
| 1970                          | 41,096 | −0.3% |
| 1975                          | 42,832 | +4.2% |
| 1980                          | 44,866 | +4.7% |
| 1985                          | 47,554 | +6.0% |
| 1990                          | 46,823 | −1.5% |
| 1995                          | 48,192 | +2.9% |
| 2000                          | 49,965 | +3.7% |
| 2005                          | 50,758 | +1.6% |
| 2010                          | 49,497 | −2.5% |
| 2015                          | 47,982 | −3.1% |
| 2020                          | 46,664 | −2.7% |
| Nankoku population statistics |        |       |

## 기후
| 난코쿠시 고멘초의 기후                                       | 난코쿠시 고멘초의 기후 | 난코쿠시 고멘초의 기후 | 난코쿠시 고멘초의 기후 | 난코쿠시 고멘초의 기후 | 난코쿠시 고멘초의 기후 | 난코쿠시 고멘초의 기후 | 난코쿠시 고멘초의 기후 | 난코쿠시 고멘초의 기후 | 난코쿠시 고멘초의 기후 | 난코쿠시 고멘초의 기후 | 난코쿠시 고멘초의 기후 | 난코쿠시 고멘초의 기후 | 난코쿠시 고멘초의 기후 |
| 월                                                           | 1월                    | 2월                    | 3월                    | 4월                    | 5월                    | 6월                    | 7월                    | 8월                    | 9월                    | 10월                   | 11월                   | 12월                   | 연간                   |
| ------------------------------------------------------------ | ---------------------- | ---------------------- | ---------------------- | ---------------------- | ---------------------- | ---------------------- | ---------------------- | ---------------------- | ---------------------- | ---------------------- | ---------------------- | ---------------------- | ---------------------- |
| 역대 최고 기온 °C (°F)                                       | 21.9 (71.4)            | 23.0 (73.4)            | 24.7 (76.5)            | 28.4 (83.1)            | 30.1 (86.2)            | 32.9 (91.2)            | 35.9 (96.6)            | 36.9 (98.4)            | 36.3 (97.3)            | 30.9 (87.6)            | 26.2 (79.2)            | 22.8 (73.0)            | 36.9 (98.4)            |
| 일평균 최고 기온 °C (°F)                                     | 11.5 (52.7)            | 12.5 (54.5)            | 15.5 (59.9)            | 20.0 (68.0)            | 23.9 (75.0)            | 26.2 (79.2)            | 29.9 (85.8)            | 31.5 (88.7)            | 28.9 (84.0)            | 24.4 (75.9)            | 19.0 (66.2)            | 13.8 (56.8)            | 21.4 (70.6)            |
| 일일 평균 기온 °C (°F)                                       | 6.0 (42.8)             | 7.1 (44.8)             | 10.5 (50.9)            | 15.2 (59.4)            | 19.4 (66.9)            | 22.5 (72.5)            | 26.2 (79.2)            | 27.2 (81.0)            | 24.4 (75.9)            | 19.3 (66.7)            | 13.5 (56.3)            | 8.1 (46.6)             | 16.6 (61.9)            |
| 일평균 최저 기온 °C (°F)                                     | 0.8 (33.4)             | 2.0 (35.6)             | 5.4 (41.7)             | 10.3 (50.5)            | 14.8 (58.6)            | 19.0 (66.2)            | 23.0 (73.4)            | 23.6 (74.5)            | 20.6 (69.1)            | 14.6 (58.3)            | 8.5 (47.3)             | 2.9 (37.2)             | 12.1 (53.8)            |
| 역대 최저 기온 °C (°F)                                       | −7.1 (19.2)            | −7.9 (17.8)            | −4.6 (23.7)            | 0.1 (32.2)             | 5.9 (42.6)             | 10.6 (51.1)            | 14.4 (57.9)            | 16.6 (61.9)            | 9.2 (48.6)             | 2.9 (37.2)             | −1.4 (29.5)            | −5.7 (21.7)            | −7.9 (17.8)            |
| 평균 강수량 mm (인치)                                        | 51.7 (2.04)            | 95.1 (3.74)            | 153.5 (6.04)           | 195.6 (7.70)           | 239.3 (9.42)           | 316.1 (12.44)          | 319.2 (12.57)          | 277.8 (10.94)          | 335.9 (13.22)          | 180.4 (7.10)           | 117.2 (4.61)           | 77.3 (3.04)            | 2,359.1 (92.88)        |
| 평균 강수일수 (≥ 1.0 mm)                                     | 5.5                    | 7.0                    | 9.7                    | 9.8                    | 10.1                   | 14.1                   | 12.5                   | 11.5                   | 12.2                   | 8.7                    | 6.8                    | 5.8                    | 113.7                  |
| 평균 월간 일조시간                                           | 183.2                  | 171.4                  | 191.9                  | 201.0                  | 201.8                  | 137.0                  | 176.6                  | 208.4                  | 166.4                  | 180.8                  | 165.7                  | 178.0                  | 2,167.8                |
| 출처: 일본 기상청 (평년값: 1991년~2020년, 극값: 1978년~현재) |                        |                        |                        |                        |                        |                        |                        |                        |                        |                        |                        |                        |                        |

## 자매 도시
- 일본 미야기현 이와누마시